# Franz Agricola

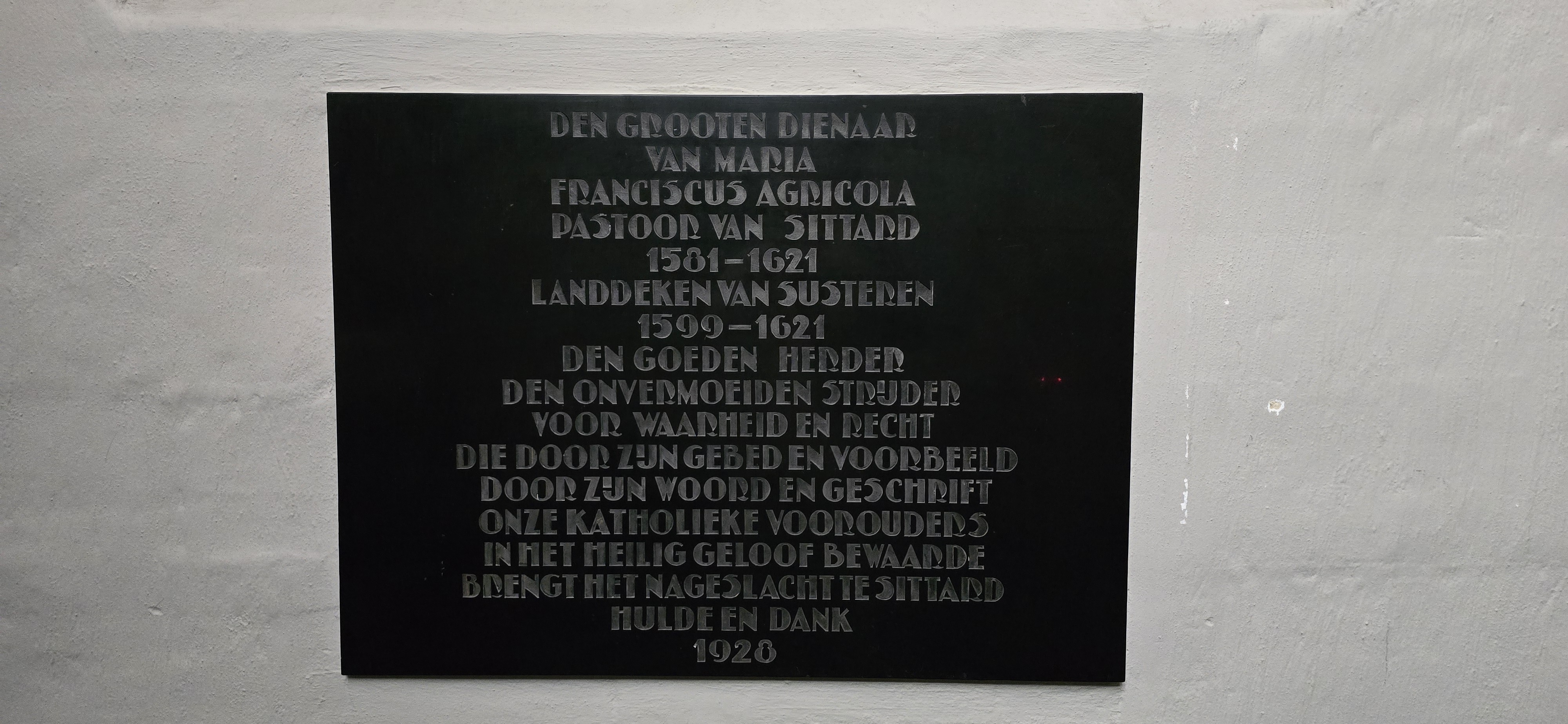
Gedenktafel in St. Petrus (Sittard)

Franz Agricola (* zwischen 1545 und 1550 in Lohn; † 4. Dezember 1621 in Sittard) war ein deutscher katholischer Kontroverstheologe.

## Leben und Wirken
Franz Agricola studierte in Köln und Löwen und erhielt die Priesterweihe in Lüttich. Ab 1569 wirkte er als Pfarrer in Rödingen und wechselte 1581 als Pfarrer und Kanonikus nach Sittard. Ab 1599 bekleidete er auch das Amt des Landdechanten des Dekanates Süsteren im Bistum Roermond. Er schrieb viele Streitschriften in deutscher und lateinischer Sprache und setzte sich gegen die Hexenverfolgung ein. In diesem Zusammenhang schrieb er den besonders erwähnenswerten Grundtlichen Bericht, Ob Zauberey die argste und grewlichste sünd auff Erden sey, der 1597 in Köln erschien.